# Thạch Kim Tuấn
Thạch Kim Tuấn né le 15 janvier 1994, est un haltérophile qui représente le Viêt Nam dans les compétitions. Il a gagné la médaille d'or aux Jeux olympiques de la jeunesse d'été de 2010 dans la catégorie des 56 kilos.

## Palmarès

### Jeux olympiques de la jeunesse
- Haltérophilie aux Jeux olympiques de la jeunesse d'été de 2010  à Singapour
  -  Médaille d'or en moins de 56 kg.

### Championnats du monde d'haltérophilie
- Championnats du monde d'haltérophilie 2017 à Anaheim
  -  Médaille d'or en moins de 56 kg.
- Championnats du monde d'haltérophilie 2015 à Houston
  -  Médaille de bronze en moins de 56 kg.
- Championnats du monde d'haltérophilie 2014 à Almaty
  -  Médaille d'argent en moins de 56 kg.
- Championnats du monde d'haltérophilie 2013 à Wroclaw
  -  Médaille de bronze en moins de 56 kg.

### Championnats d'Asie d'haltérophilie
- Championnats d'Asie d'haltérophilie 2013 à Astana
  -  Médaille d'argent en moins de 56 kg.
- Championnats d'Asie d'haltérophilie 2012 à Pyeongtaek
  - 4e en moins de 56 kg.

### Jeux asiatiques
- Jeux asiatiques de 2014 à Incheon
  -  Médaille d'argent en moins de 56 kg.

### Jeux asiatiques en salle
- Jeux asiatiques en salle 2017 à Achgabat
  -  Médaille d'or en moins de 56 kg.

### Jeux d'Asie du Sud-Est
- Jeux d'Asie du Sud-Est de 2017 à Kuala Lumpur
  -  Médaille d'or en moins de 56 kg.
- Jeux d'Asie du Sud-Est de 2011 à Palembang
  -  Médaille de bronze en moins de 56 kg.